# Uta Schmuck
Uta Schmuck, née le 19 août 1949 à Limbach-Oberfrohna (alors situé dans la zone d'occupation soviétique en Allemagne), est une nageuse est-allemande spécialiste de la nage libre ayant représenté son pays lors des Jeux de 1968.

## Carrière
Représentant l'Allemagne de l'Est aux Jeux olympiques d'été de 1968 à Mexico, elle termine 14e du 100 m nage libre et 5e du 4 x 100 m 4 nages avant d'obtenir la médaille d'argent du 4 x 100 m nage libre. Après les Jeux, elle refuse l'Ordre du mérite patriotique car pour elle, le sport est une affaire privée et non d'État.

## Palmarès
| Date | Compétition     | Lieu   | Course               | Place |
| ---- | --------------- | ------ | -------------------- | ----- |
| 1968 | Jeux olympiques | Mexico | 100 m nage libre     | 14e   |
| 1968 | Jeux olympiques | Mexico | 4 x 100 m 4 nages    | 5e    |
| 1968 | Jeux olympiques | Mexico | 4 x 100 m nage libre | 2e    |